# Пуркаево
Пуркаево (до 11 июля 1966 года — Налитово) — село в Дубёнском районе Мордовии. Административный центр Пуркаевского сельского поселения.

## География
Расположено на речке Учуней, в 27 км от районного центра и 50 км от железнодорожной станции Атяшево.

## Название
Название-антропоним: в честь генерала М. А. Пуркаева, родившегося в этом селе.

## История
Основано в начале XVII века.
В переписи мордвы Алатырского уезда (1624) упоминается как населённый пункт Налетево, а Малая Морга тож, на речке Чеберчинке, Кельдюшевского беляка, Верхосурского стана (1624). Налетево, а Малая Морга, тож (1671). Налетево (1696 и 1719). По СНМ (1725) — с. Налетово-Аналитово, при речке Учунейке, в 55 км от г. Алатыря.
При создании в 1780 году Симбирского наместничества село Налитово, дворцовых крещеной мордвы, вошло в Котяковский уезд. С 1796 года — в составе Алатырском уезде Симбирской губернии.
В «Списке населённых мест Симбирской губернии» (1859) Налитово (Аналитово) — село удельное из 162 дворов.
Храм деревянный, построен прихожанами в 1890 году. Престолов в нём два: главный — во имя Живоначальные Троицы и придельный — во имя св. великомученика Димитрия Солунского. На месте престола прежнего храма построена деревянная часовня.
В 1930-х гг. был создан колхоз им. Жданова, затем переименованный в «Налитовский», с 1997 года — СХПК.
Во время голода 1932-1933 гг. жители организованно покинули село и переехали в г. Ашхабад Туркменской ССР, где впоследствии ассимилировались.
11 июля 1966 года село было переименовано в Пуркаево.

## Инфраструктура
Торфопредприятие; средняя школа, библиотека, Дом культуры, Дом инвалидов, медпункт, 2 магазина, отделение связи, сберкасса, филиал районного КБО.

## Население
На 2001 год население составляло 1016 человек.
| 2002 | 2010 | 2012 | 2013 | 2014 | 2015 | 2016 |
| ---- | ---- | ---- | ---- | ---- | ---- | ---- |
| 1000 | ↘764 | ↘732 | ↘715 | ↘685 | ↘648 | ↘625 |
| 2017 | 2018 | 2019 | 2020 |      |      |      |
| ↘610 | ↘600 | ↘574 | ↘569 |      |      |      |

## Достопримечательности
- Памятники воинам, погибшим в годы Великой Отечественной войны.
- Памятник генералу Пуркаеву.

## Известные жители
- А. Е. Каргин, В. Е. Каргин — Герои Социалистического Труда, родившиеся в Пуркаево.
- М. С. Жадейкин — Герой Советского Союза, родился в Пуркаево.
- М. А. Пуркаев — советский военачальник, генерал армии.

## Источник
- Энциклопедия Мордовия, М. М. Сусорева.